# Psaliodes damophila
Psaliodes damophila là một loài bướm đêm trong họ Geometridae.